# Communauté d’agglomération des Hauts-de-Bièvre

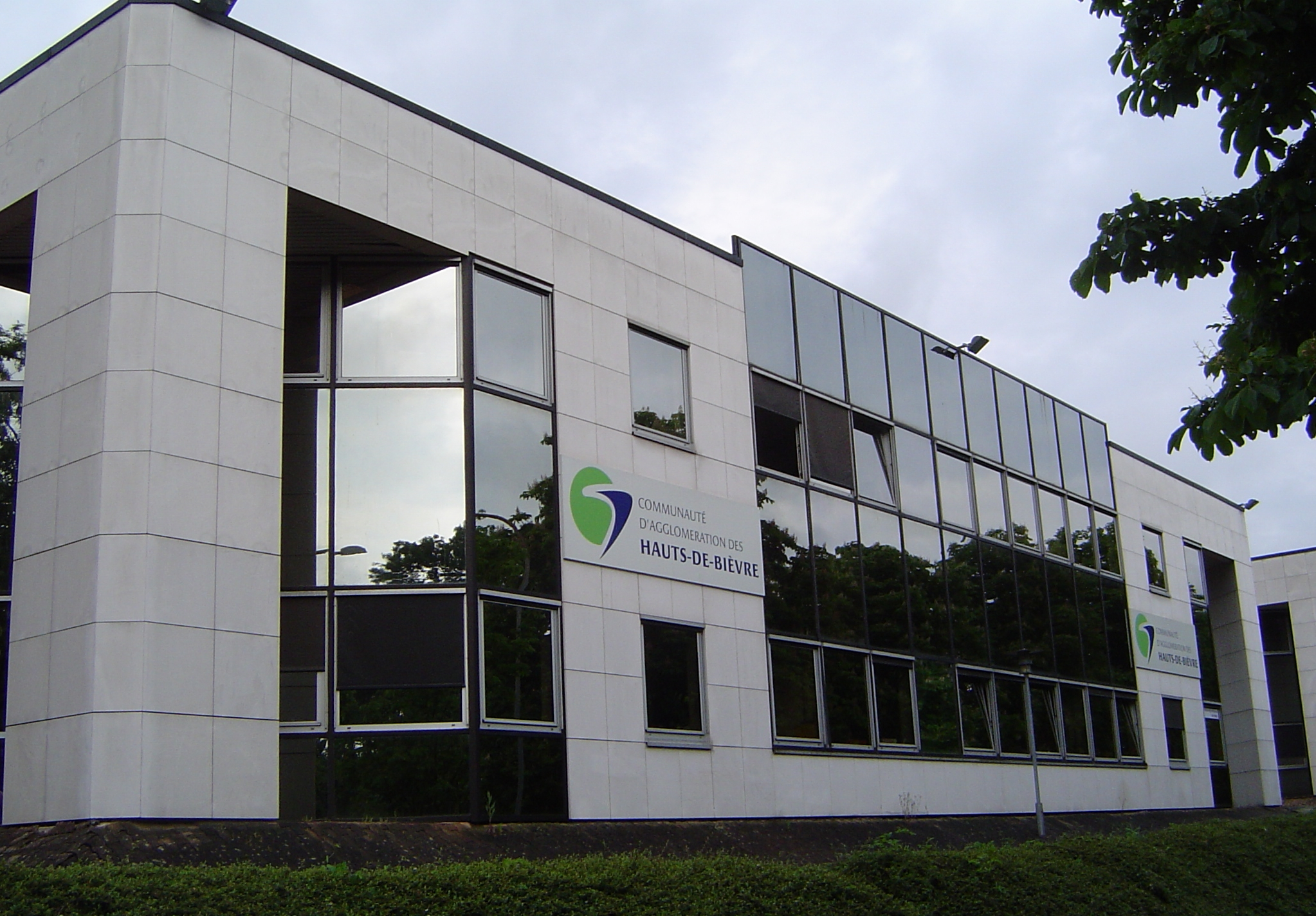
Ehemaliger Verwaltungssitz der Communauté d’agglomération des Hauts-de-Bièvre in Châtenay-Malabry

Die Communauté d’agglomération des Hauts-de-Bièvre ist ein ehemaliger französischer Gemeindeverband mit der Rechtsform einer Communauté d’agglomération in den Départements Hauts-de-Seine und Essonne der Region Île-de-France. Sie wurde am 23. Oktober 2002 gegründet und  umfasste sieben Gemeinden. Der Verwaltungssitz befand sich im Ort Antony. Der Name des Gemeindeverbandes nahm Bezug auf die Bièvre, einen Nebenfluss der Seine, der mehrere der Mitgliedsgemeinden durchfließt.
Mit Wirkung vom 1. Januar 2016 traten die Mitgliedsgemeinden anderen neu geschaffenen Gemeindeverbänden bei und der Gemeindeverband wurde somit aufgelöst.
Die Gemeinden des Départements Essonne traten der Communauté Paris-Saclay bei, die Gemeinden des Départements Hauts-de-Seine der Métropole du Grand Paris.

## Ehemalige Mitgliedsgemeinden

### Département Hauts-de-Seine
1. Antony
2. Bourg-la-Reine
3. Châtenay-Malabry
4. Le Plessis-Robinson
5. Sceaux

### Département Essonne
1. Verrières-le-Buisson
2. Wissous